# Léry (Côte-d'Or)
Léry é uma comuna francesa na região administrativa da Borgonha-Franco-Condado, no departamento de Côte-d'Or. Estende-se por uma área de 14,62 km². Em 2010 a comuna tinha 195 habitantes (densidade: 13,3 hab./km²).